# Canaceoides
Genre
Canaceoides est un genre d'insectes diptères brachycères de la famille des Canacidae.

## Liste d'espèces
Selon Catalogue of Life (30 mars 2019) :
- Canaceoides angulatus Wirth, 1969
- Canaceoides balboai Wirth, 1969
- Canaceoides hawaiiensis Wirth, 1969
- Canaceoides nudatus (Cresson, 1926)
- Canaceoides panamensis (Curran, 1934)
- Canaceoides scutellatus Wirth, 1969
- Canaceoides setosus Wirth, 1969
- Canaceoides spinosus Wirth, 1969
- Canaceoides tenuistylus Wirth, 1969